# 徳野藩
徳野藩（とくのはん）は、美濃国（現在の岐阜県可児市徳野）に存在した藩。藩庁は徳野陣屋。

## 概要
慶長5年（1600年）の関ヶ原の戦いで東軍に寝返ったことで有名な小早川秀秋であるが、その寝返り工作をした家老に稲葉正成と平岡頼勝がいた。
平岡頼勝は慶長7年（1602年）に秀秋が死去して小早川家が断絶すると流浪の身となり、やがて徳川家康に召し出されて、
慶長9年（1604年）8月、美濃国内に1万石を与えられ、徳野藩が立藩した。
頼勝は慶長12年（1607年）2月29日に死去し、平岡家は息子の頼資が継いだ。
ところが頼資の晩年から家督争いが起こり、承応2年（1653年）正月8日（または異説として7月4日）に死去すると、その争いのために頼資の子・頼重は家督相続が認められず、幕命によって徳野藩は改易・廃藩となった。
ただし、平岡家は頼重が、1,000石の所領(美濃国羽栗郡伏屋村の729石6斗9合2升と、中島郡堀津村の312石2斗1合)を持つ旗本として存続を許された。

## 歴代藩主
平岡家
1万石。外様。
1. 平岡頼勝
2. 平岡頼資

## 徳野陣屋
徳野陣屋跡（岐阜県可児市下恵土 3236-1 他）が可児市指定史跡となっている。